# Jo Marie Payton
Jo Marie Payton (12. kolovoza 1950. u Albanyu - ) je američka glumica 
Najpoznatija je u ulozi Hariette Winslow, koja je glumila u seriji ``Pod istim krovom´´.

## Filmografija
- 1987. – 1989. - (Perfect Strangers)
- 1989. – 1997. - Pod istim krovom (Family Matters)
- 2001. – 2005. - The Proud Family